# 邵崇雅
邵崇雅（16世紀—17世紀），字太沖，陝西慶陽府寧州人，明朝政治人物。

## 生平
邵崇雅十二歲已擅長寫文章，讓督學驚奇，得知他家貧及母親孀居，特准補為廩生，給其母親歲米，並代聘名家女為妻，萬曆十九年（1591年）中辛卯科陝西鄉試舉人，二十年（1592年）會試中副榜，授魯山知縣，後陞雅州知州，改瀘州知州，兵部尚書李化龍稱他能在軍情緊急之際應酬得當，兵戈紛擾之時辛勞操持，政積居優。

## 引用
1. 1 2  乾隆《慶陽府志·卷二十七·人物》：邵崇雅，寧州人，年十二善屬文，督學使者奇之，隨入廪餼給母，內外無嫌言，數奇不遇，教子成立。
2. ↑  乾隆《慶陽府志·卷二十三·科第》：進士……邵崇雅，寧州人，萬厯壬辰科副榜……舉人 明……邵崇雅，寧州人，萬厯辛卯科，仕至知州
3. ↑  康熙《（陝西）寧州志·人物第五》：副榜 鄉會……邵崇雅 萬　壬辰科會試
4. ↑  嘉慶《魯山縣志·卷四·職官表》：明 魯山縣知縣……邵崇雅 見萬厯二十五年重修文廟記
5. ↑  宣統《甘肅新通志·卷六十八·人物志 群材三》：邵崇雅，字太沖，寧州人，萬厯辛卯舉人，知四川雅瀘二州，年十二善屬文，督學使奇之，詢其家貧母孀，特准補廩餼，給母歲米且代聘名家女，自微至仕孝親無閒言，教子成名。
6. ↑  李化龍《平播全書·卷五》：瀘州知州邵崇雅，當羽檄交馳之會，酬應多方，適兵戈紛擾之時，拮据備至，設心最苦，程積居優。